# Okliny
Okliny – wieś w Polsce położona w województwie podlaskim, w powiecie suwalskim, w gminie Wiżajny.
Wieś królewska starostwa niegrodowego wiżańskiego położona była w końcu XVIII wieku w powiecie grodzieńskim województwa trockiego.
W latach 1954–1959 wieś należała i była siedzibą władz gromady Okliny, po jej zniesieniu w gromadzie Wiżajny. W latach 1975–1998 miejscowość administracyjnie należała do województwa suwalskiego.
Na zachód od wsi znajduje się Jezioro Mauda. W Oklinach swój początek bierze rzeka Stara Hańcza uchodząca do jeziora Hańcza.
W miejscowości rozwija się dynamicznie agroturystyka.